# Mokko
Mokko es una comuna o municipio del departamento de Dosso de la región de Dosso, en Níger. En diciembre de 2012 presentaba una población censada de 52 132 habitantes.
Se encuentra situada al suroeste del país, cerca del río Níger, de la frontera con Benín y Nigeria, y de la capital nacional, Niamey.